# 阮福暉
阮福暉（越南语：／；？—1792年），廣南阮主第八代領袖阮福濶之孫，懿公阮福昱第二子。
阮福暉有將略之才，善於用兵。早年在嘉定追隨阮福映進行復國運動，抵抗西山。阮福暉屢立戰功，被任命為掌左軍營少傅郡公。景興四十五年（1784年），阮福暉隨阮福映前往暹羅都城求援。等到回去後，和西山作戰失利，軍隊四散。阮福暉和阮福會率領殘兵保護阮福映再次前往暹羅求援。景興四十八年（1787年）秋，阮福映自暹羅返回越南，阮福暉和黎文勻與西山大將太保范文參、太尉阮文興在星阜、巴淶等處交戰，不曾失敗。景興四十九年（1788年）夏，阮福映前往河僊，阮福暉和黎文勻攻克鎮定、望梯等地，保障阮福映安全。景興五十一年（1790年），阮福映召阮福暉回嘉定京城，與阮福會、宋福淡等人留守嘉定。景興五十三年（1792年）冬，阮福暉在嘉定京城病逝。贈翊運佐命尊臣、特進、上柱國、左軍都督府掌府事、太傅、郡公，諡忠靖。嘉隆四年（1805年），從祀太廟，又別祀展親祠。嘉隆九年（1810年），列祀中興功臣廟。明命五年（1824年），改祀世廟。明命十二年（1831年），贈佐運尊臣、尊人府左尊正、特進、壯武大將軍、左軍都統府掌府事、安西公（越南语：／），諡靜憲。